# Tour della nazionale maschile di rugby a 15 delle Samoa Occidentali 1996
Nel periodo tra le edizioni della Coppa del Mondo di rugby 1995 e del 1999, la nazionale di rugby XV di Samoa si è recata varie volte in tour oltremare.
Nel 1996 si recano due volte in Tour: prima in Nuova Zelanda, poi nelle isole britanniche

## In Nuova Zelanda
Nel 1996 i giocatori delle Samoa visitano la Nuova Zelanda:
| Wellington 26 maggio 1996 | Wellington | 52 – 30 | Samoa XV |  |

| Pukekohe 29 maggio 1996 | Counties | 19 – 31 | Samoa XV |  |

| New Plymouth 1º giugno 1996 | Taranaki | 18 – 26 | Samoa XV |  |

| Masterton 3 giugno 1996 | Waiparapa Bush | 18 – 23 | Samoa XV |  |

| Arbitro: | William Henning |

| |            | |
| mete: Brown, Cullen 3 McLeod, Marshall, Wilson trasf.: Mehrtens 5 c.p.: Mehrtens Drop: Mehrtens | Marcatori  | mete: Telea trasf.: Fa'amasino c.p.: Fa'amasino |
| 15.Christian Cullen 14.Jeff Wilson 13.Frank Bunce 12.Scott McLeod 11.Jonah Lomu 10.Andrew Mehrtens 9.Justin Marshall 8.Zinzan Brooke 7.Josh Kronfeld 6.Michael Jones 5.Ian Jones 4.Robin Brooke 3.Craig Dowd 2.Sean Fitzpatrick(c) 1.Olo Brown Non entrati : Jon Preston Eric Rush Alama Ieremia Blair Larsen Bull Allen | Formazioni | 15.Tupo Fa'amasino 14.Brian Lima 13.To'o Vaega 12.George Leaupepe 11.Alex Telea 10.Joe Filemu 9.Tu Nu'uali'itia 8.Pat Lam (c) 7.Sila Vaifale 6.Sam Kaleta 5.Lio Falaniko 4.Potu Leavasa 3.Peter Fatialofa 2.Tala Leiasamaiva'o 1.Brendan Reidy sostituti: 16.Toa Samania 17.Terry Fanolua |

| Taupo 10 giugno 1996 | King Country | 20 – 27 | Samoa XV |  |

| Auckland 14 giugno 1996 | New Zealand Māori | 28 – 15 | Samoa | Eden Park |

## Isole Britanniche
In questo tour, le Samoa conquistano uno storico successo a Dublino
| Enfield (Londra) novembre 1996 | Saracens FC | 53 – 40 | Samoa XV |  |

Secondo test e riscatto per i samoani contro gli studenti di Oxford.
| Oxford 5 novembre 1996 | Università di Oxford | 27 – 58 | Samoa XV |  |

Altro prestigioso successo contro la più forte delle selezioni provinciali irlandesi
| Cork 9 novembre 1996 | Munster Rugby | 25 – 35 | Samoa XV |  |

Successo di prestigio per i Samoani nell'unico test ufficiale del loro tour
| Arbitro: | S. Borsani |

|               |      |                                 |
| Paul Wallace  | mt   | Leaupepe, Patu So'oalo, Vaega 2 |
| Simon Mason   | tr   | Earl Va'a 3                     |
| Simon Mason 6 | c.p. | Earl Va'a 3                     |

| Cambridge 23 novembre 1996 | Università di Cambridge | 13 – 14 | Samoa XV |  |

Dopo l'Australia nel 1967 e la Nuova Zelanda nel 1972, nel 1996 un'altra vittoria si aggiunge ai trofei del club gallese del Llanneli; tocca alle Samoa cedere al club gallese, in un match in cui i polinesiani si sono distinti per i molti falli.
| Arbitro: | J.Pearson |

|                    |      |                  |
| G Evans 2, R Evans | mt   | Paramore, Sooalo |
| Botica             | tr   | Va'a             |
| Botica 2           | c.p. | Va'a             |

| Cardiff 26 novembre 1996 | Cardiff RFC | 29 – 53 | Samoa XV | National Stadium |

| Newbury 29 novembre 1996 | Newbury | 21 – 35 | Samoa XV |  |

Secondo per importanza solo la test contro l'Irlanda, per i Samoani il match contro i campioni di Inghilterra del Bath si risolve in una sconfitta pesante. Si mette in risalto per Bath, il tallonatore argentino Federico Mendez

| Arbitro: | D. Chapman |

|                         |      |               |
| Callard, Penalty, Yates | mt   | M Fatialofa 2 |
| Callard 3               | tr   | Va'a 2        |
| Callard 5               | c.p. | Va'a          |

| Leicester 6 dicembre 1996 | Leicester/Northampton | 20 – 33 | Samoa XV | Welford Road |

| Londra 10 dicembre 1996 | Richmond | 12 – 32 | Samoa XV |  |